# Mordellistena stephani
Mordellistena stephani es una especie de coleóptero de la familia Mordellidae.

## Distribución geográfica
Habita en Oklahoma (Estados Unidos).